# Этельвард
Этельва́рд (др.-англ. Æthelweard; умер около 998) — англосаксонский государственный деятель и хронист, эрл Уэссекса.

## Биография
Этельвард происходил из англосаксонского королевского рода. Он был праправнуком Этельреда Уэссексского, брата короля Англии Альфреда Великого. Впервые письменно упомянут как dux (герцог) и ealdorman в 973 году; имя его встречается в исторических документах вплоть до 998 года, после которого Этальфард, видимо, скончался.
В 991 году Этельвард совместно с архиепископом Кентерберийским Сигериком Серьёзным вёл переговоры с вторгнувшимися в Англию и одержавшими победу в битве при Молдоне скандинавами. Вместе с епископом Альфеем Вестминстерским в 994 году он ездил к королю Олафу I Трюггвасону для заключения мирного договора.
Этельвард является автором «Латинской хроники», в которой описаны события вплоть до 975 года. До 892 года он в своей истории следует «Англосаксонской хронике», в которую вставляет лишь некоторые дополнения, затем следует изложение его личных наблюдений. Себе же лично Этельвард присваивает уникальный по своему величию титул — «Патриций Консул Квестор Этельвердус» (лат. Patricius Consul Quaestor Ethelwerdus). Автор старался передать изложение событий достаточно сжато, что иногда сказывается на качестве этого произведения. Столь своеобразный характер сочинения вызван тем, что хроника писалась на латинском языке по заказу эссенской аббатисы Матильды, в то время как Этельвард в значительно лучшей степени владел староанглийским языком, нежели латынью. Это сочинение служило целью помочь Матильде в увековечении памяти её английских королевских предков (по линии Эдит Английской). Этельвард был другом и патроном-покровителем учёного-бенедиктинца Эльфрика Грамматика.